# Индия (фильм)
«Индия» (итал. India: Matri Bhumi) — документальный фильм режиссёра Роберто Росселлини, вышедший на экраны в 1959 году. Лента принимала участие в конкурсной программе I Московского кинофестиваля, а также номинировалась на премию «Серебряная лента» за лучшую операторскую работу в цветном фильме.

## Сюжет
Фильм показывает многообразие жизни в Индии, где сочетаются совершенно различные аспекты — от традиционного уклада до современных технологий. Перед зрителем проходят зарисовки как жизни большого города (Бомбея), так и сельского быта. Героями эпизодов становятся погонщик слонов, рабочий на строительстве гигантской дамбы и водохранилища и старик, живущий на опушке джунглей.